# حمزه حلوی
حمزه حلوی (انگلیسی: Hamza Haloui؛ زادهٔ ۱۰ ژوئیهٔ ۱۹۹۴) کشتی‌گیر اهل الجزایر است. وی در مسابقات کشوری و بین‌المللی در مجموع برندهٔ ۱ مدال نقره شده‌است.
او در المپیک ۲۰۱۶ ریو در وزن ۹۸ کیلو حاضر بود که در کشتی اول به الیس گوری کشتی‌گیر بلغارستانی باخت و با توجه به شکست این کشتی‌گیر در دورهای بعد از دور رقابت‌ها کنار رفت.